# Caccobius
Genre
Caccobius est un genre de scarabées de la tribu des Onthophagini.

## Synonymes
- Caccophilus Jekel, 1872
- Histeridium  Motschulsky, 1859

## Sous-genres
- Caccobius C.G. Thomson, 1859
- Cacconemus
- Caccophilus Jekel, 1872
- Megaponerophilus, Janssens, 1949[1]
- Tomogonus d'Orbigny, 1904

## Quelques espèces
- Caccobius obtusus Fåhraeus, 1857
- Caccobius postlutatus d’Orbigny, 1905
- Caccobius semiluteus d’Orbigny, 1905
- Caccobius histeroides (Ménetriés, 1832)
- Caccobius mundus (Ménetriés, 1838)
- Caccobius pulicarius Harold, 1875
- Caccobius schreberi (Linnaeus, 1767)